# Reda Wardi
Pour les articles homonymes, voir Wardi.

a Compétitions nationales et continentales officielles uniquement.

b Matchs officiels uniquement.
Dernière mise à jour le 25 novembre 2024.
Reda Wardi, né le 2 août 1995 à Montpellier (Hérault), est un joueur international français de rugby à XV, qui joue au poste de pilier gauche au Stade rochelais.
Il remporte la Coupe d'Europe avec le Stade rochelais en 2022. Il récidive en 2023, année à partir de laquelle la compétition prend le nom de Champions Cup.

## Biographie

### Jeunesse et formation
Reda Wardi passe sa jeunesse à Montpellier. Il découvre le ballon ovale à l'âge de 13 ans lors d'une initiation au collège et il rejoint l'école de rugby du MHR. En âge d'aller au lycée, il intègre la section Sport-étude de rugby du Lycée Mermoz de Montpellier. Au club, il franchit pas à pas les catégories d'âge mais arrivé en Espoirs, il se rend compte qu'il doit quitter le MHR pour espérer avoir du temps de jeu au plus haut niveau. Il choisit alors de signer à l'AS Béziers. 

### Débuts professionnels à Béziers (2015-2019)
Reda Wardi joue le premier match de sa carrière avec l'AS Béziers le 13 novembre 2015, à l'occasion de la neuvième journée de Pro D2 de la saison 2015-2016, contre l'US Carcassonne. Il entre en jeu en seconde période à la place de Vitolio Manukula et son club s'impose 54 à 15. Il rejoue quelques semaines plus tard un second match, face à Bourgoin. Il s'agit de ses deux seuls matchs joués cette saison. 
La saison suivante, en 2016-2017, il commence à gagner du temps de jeu et joue quinze matchs de championnat. Il signe ensuite son premier contrat professionnel en début de saison 2017-2018, âgé de 21 ans. C'est durant la saison suivante, en 2018-2019, que Reda Wardi se révèle, il joue 21 matchs dont 16 en tant que titulaire. Cette bonne saison lui permet d'attirer l'attention de clubs de Top 14. Il choisit alors de rejoindre le Stade rochelais,. 

### Départ au Stade rochelais et débuts en équipe de France (depuis 2019)
Reda Wardi arrive à La Rochelle à partir de la saison 2019-2020. Il joue son premier match avec son nouveau club lors de la deuxième journée de championnat, face au Stade français. Il est titulaire et son équipe l'emporte 28 à 26. Dès sa première saison en première division, il joue 18 matchs toutes compétitions confondues, dont 7 en tant que titulaire, malgré la concurrence à son poste avec l'international français Dany Priso et Mike Corbel,.

#### Finaliste du Championnat de France et de la Coupe d'Europe en 2021
Durant la saison 2020-2021, Reda Wardi progresse, tout en restant la doublure de Priso, le titulaire indiscutable au poste de pilier gauche. Cependant, il profite d'une longue absence sur blessure de ce dernier pour devenir le numéro un à son poste et enchaîne alors les titularisations. Il joue donc cinq matchs de Coupe d'Europe et participe donc à l'épopée du Stade rochelais dans cette compétition qui se qualifie en finale, après avoir éliminé Gloucester, Sale et le Leinster. En finale, contre le Stade toulousain, il entre en jeu à la place de Dany Priso à la 41e minute, mais son équipe est battue sur le score de 22 à 17. De même en Top 14, il joue 25 matchs dont 21 titularisations et atteint la finale du championnat. Durant ce match, les Rochelais affrontent une nouvelle fois Toulouse. Wardi est cette fois titulaire en première ligne aux côtés de Facundo Bosch et Uini Atonio. Pour la seconde fois de la saison, le Stade rochelais est battu en finale (défaite 18 à 8).

#### Double vainqueur de la Coupe d'Europe en 2022 et 2023 et débuts internationaux
Après une bonne saison 2020-2021 durant laquelle il se révèle au haut niveau, Reda Wardi joue la saison 2021-2022 en concurrence avec Dany Priso pour la place de titulaire à gauche de la mêlée rochelaise. Il joue vingt matchs toutes compétitions confondues dont onze en tant que titulaire, alternant avec Priso, et marque un essai, le premier de sa carrière. Cette saison le Stade rochelais atteint à nouveau la finale de la Coupe d'Europe. En finale, les Rochelais affrontent le Leinster. Wardi entre en jeu en seconde période à la place de Priso et son équipe s'impose en fin de match (victoire 21 à 24). Il remporte alors le premier titre de sa carrière et participe au premier trophée majeur remporté par son club. 
En début de saison 2022-2023, après le départ de son principal concurrent, Dany Priso, à Toulon, il devient le titulaire indiscutable à son poste dans son club. Aussi, il prolonge son contrat de quatre saisons, soit jusqu'en 2026,. Puis, il est appelé pour la première fois en équipe de France, par Fabien Galthié, afin de participer à la tournée d'automne, en novembre 2022. Il connaît sa première cape avec les Bleus lors de la deuxième journée de la tournée, face à l'Afrique du Sud, lorsqu'il remplace Cyril Baille dès la 33e, qui sort sur blessure. Il est ensuite titulaire pour le match suivant, contre le Japon. Quelques mois plus tard, en janvier 2023, il est de nouveau appelé en équipe de France pour participer au Tournoi des Six Nations 2023,, profitant de l'absence sur blessure de Jean-Baptiste Gros. Il joue les cinq matchs du tournoi en entrant en jeu à chaque fois à la place de Cyril Baille et la France termine en deuxième position derrière l'Irlande qui réalise le Grand Chelem.
Ensuite, le Stade rochelais se qualifie pour la troisième fois consécutive en finale de la Champions Cup, et affronte le Leinster pour la seconde fois. Pour cette rencontre, Reda Wardi est titulaire en première ligne aux côtés de Pierre Bourgarit et Uini Atonio. Son équipe s'impose 27 à 26 et remporte la compétition pour la deuxième fois d'affilée,. En championnat, les Rochelais terminent deuxième de la saison régulière et se qualifient directement pour les demi-finales où il éliminent l'Union Bordeaux Bègles (victoire 24 à 13) et rejoignent le Stade toulousain en finale, comme en 2021,. Pour ce match, Reda Wardi est titulaire dans la même première ligne qu'en Champions Cup. Dans un match très serré, Toulouse s'impose en fin de match et l'emporte 29 à 26,. Wardi perd ainsi sa deuxième finale de Top 14. Il est ensuite élu dans l'équipe type de la saison de championnat.

#### Coupe du monde 2023
Sélectionné fin juin 2023 dans une liste de 42 joueurs pour préparer la Coupe du monde 2023, il fait partie de la liste officielle des 33 joueurs qui joueront la compétition.
Début février 2024, il se fracture un poignet avec l'équipe de France et doit subir une opération, entrainant son forfait pour le reste du Tournoi des Six Nations. Il fait son retour sur les terrains le 18 mai, lors du match de championnat contre la Section paloise.

## Statistiques

### En club
| Saison                | Club                  | Championnat           | Championnat | Championnat | Compétition de l'EPCR                  | Compétition de l'EPCR                  | Compétition de l'EPCR                  |
| Saison                | Club                  | Compétition           | Matchs      | Essais      | Compétition                            | Matchs                                 | Essais                                 |
| --------------------- | --------------------- | --------------------- | ----------- | ----------- | -------------------------------------- | -------------------------------------- | -------------------------------------- |
| 2015-2016             | AS Béziers            | Pro D2                | 2           | -           | Pas de qualification en Coupe d'Europe | Pas de qualification en Coupe d'Europe | Pas de qualification en Coupe d'Europe |
| 2016-2017             | AS Béziers            | Pro D2                | 15          | -           | Pas de qualification en Coupe d'Europe | Pas de qualification en Coupe d'Europe | Pas de qualification en Coupe d'Europe |
| 2017-2018             | AS Béziers            | Pro D2                | 21          | -           | Pas de qualification en Coupe d'Europe | Pas de qualification en Coupe d'Europe | Pas de qualification en Coupe d'Europe |
| 2018-2019             | AS Béziers            | Pro D2                | 21          | -           | Pas de qualification en Coupe d'Europe | Pas de qualification en Coupe d'Europe | Pas de qualification en Coupe d'Europe |
| Total AS Béziers      | Total AS Béziers      | Total AS Béziers      | 59          | 0           |                                        |                                        |                                        |
| 2019-2020             | Stade rochelais       | Top 14                | 13          | -           | Coupe d'Europe                         | 5                                      | -                                      |
| 2020-2021             | Stade rochelais       | Top 14                | 25          | -           | Coupe d'Europe                         | 5                                      | -                                      |
| 2021-2022             | Stade rochelais       | Top 14                | 16          | -           | Coupe d'Europe                         | 4                                      | 1                                      |
| 2022-2023             | Stade rochelais       | Top 14                | 17          | -           | Champions Cup                          | 7                                      | -                                      |
| Total Stade rochelais | Total Stade rochelais | Total Stade rochelais | 71          | 0           | Compétitions EPCR                      | 21                                     | 1                                      |
| Total                 | Total                 | Total                 | 130         | 0           | Compétitions EPCR                      | 21                                     | 1                                      |

### Internationales
Au 23 novembre 2024, Reda Wardi compte 18 sélections en équipe de France et n'a pas inscrit de points, dont 3 en tant que titulaire, depuis sa première cape face à l'Afrique du Sud, le 12 novembre 2022. Il a pris part à deux éditions du Tournoi des Six Nations en 2023 et 2024. Il dispute également une édition de la Coupe du monde en 2023.  
| Année | Compétition    | Matchs | Points | Essais |
| ----- | -------------- | ------ | ------ | ------ |
| 2022  | Test matchs    | 2      | -      | -      |
| 2023  | Six Nations    | 5      | -      | -      |
| 2023  | Test matchs    | 2      | -      | -      |
| 2023  | Coupe du monde | 5      | -      | -      |
| 2024  | Six Nations    | 1      | -      | -      |
| 2024  | Test matchs    | 3      | -      | -      |
| Total | Total          | 18     | 0      | 0      |

## Palmarès

### En club
- Stade rochelais
  - Finaliste de la Coupe d'Europe en 2021
  - Finaliste du Championnat de France en 2021 et 2023
  - Vainqueur de la Coupe d'Europe en 2022 et 2023 (Champions Cup)

### En sélection nationale

#### Tournoi des Six Nations
| Édition          | Rang | Résultats France | Résultats Wardi | Matchs Wardi |
| ---------------- | ---- | ---------------- | --------------- | ------------ |
| Six Nations 2023 | 2    | 4 v, 0 n, 1 d    | 4 v, 0 n, 1 d   | 5/5          |
| Six Nations 2024 | 2    | 3 v, 1 n, 1 d    | 0 v, 0 n, 1 d   | 1/5          |

Légende : v = victoire ; n = match nul ; d = défaite ; la ligne est en gras quand il y a Grand Chelem.

#### Coupe du monde
| Édition     | Rang            | Résultats France | Résultats Wardi | Matchs Wardi |
| ----------- | --------------- | ---------------- | --------------- | ------------ |
| France 2023 | Quart de finale | 4 v, 0 n, 1 d    | 4 v, 0 n, 1 d   | 5/5          |

### Distinctions personnelles
- Membre de l'équipe type du Championnat de France en 2023